# Fort Wayne Pistons 1955-1956
La stagione 1955-56 dei Fort Wayne Pistons fu la 7ª nella NBA per la franchigia.
I Fort Wayne Pistons vinsero la Western Division con un record di 37-35. Nei play-off vinsero la finale di division con i St. Louis Hawks (3-2), perdendo poi la finale NBA con i Philadelphia Warriors (4-1).

## Roster
| N°    | Naz.                   | Ruolo | Sportivo       | Anno | Alt. | Peso |
| ----- | ---------------------- | ----- | -------------- | ---- | ---- | ---- |
| 5     | Stati Uniti (bandiera) | G     | Chuck Noble    | 1931 | 193  | 86   |
| 6     | Stati Uniti (bandiera) | A     | Chuck Cooper   | 1926 | 196  | 95   |
| 7     | Stati Uniti (bandiera) | G     | Frankie Brian  | 1923 | 185  | 82   |
| 7-8   | Stati Uniti (bandiera) | G     | Corky Devlin   | 1931 | 196  | 88   |
| 9     | Stati Uniti (bandiera) | AC    | Mel Hutchins   | 1928 | 198  | 91   |
| 10    | Stati Uniti (bandiera) | GA    | Jim Holstein   | 1930 | 191  | 82   |
| 10    | Stati Uniti (bandiera) | G     | Max Zaslofsky  | 1925 | 188  | 77   |
| 12    | Stati Uniti (bandiera) | GA    | George Yardley | 1928 | 196  | 86   |
| 14    | Stati Uniti (bandiera) | GA    | Andy Phillip   | 1922 | 188  | 88   |
| 15-18 | Stati Uniti (bandiera) | GA    | Jesse Arnelle  | 1933 | 196  | 100  |
| 15    | Stati Uniti (bandiera) | A     | Johnny Horan   | 1932 | 203  | 86   |
| 15-8  | Stati Uniti (bandiera) | G     | Odie Spears    | 1924 | 196  | 93   |
| 16    | Stati Uniti (bandiera) | AC    | Larry Foust    | 1928 | 206  | 98   |
| 17    | Canada (bandiera)      | AC    | Bob Houbregs   | 1932 | 201  | 95   |
| 18    | Stati Uniti (bandiera) | C     | Don Bielke     | 1932 | 201  | 109  |

## Staff tecnico
- Allenatore: Charley Eckman